# Taipingzhuang (köpinghuvudort i Kina, Heilongjiang Sheng, lat 46,84, long 125,39)
Taipingzhuang (kinesiska: 太平庄, 太平庄镇) är en köpinghuvudort i Kina. Den ligger i provinsen Heilongjiang, i den nordöstra delen av landet, omkring 150 kilometer nordväst om provinshuvudstaden Harbin. Antalet invånare är 11 066. Befolkningen består av 5 373 kvinnor och 5 693 män. Barn under 15 år utgör 15,0 %, vuxna 15-64 år 78 %, och äldre över 65 år 6,0 %.
Runt Taipingzhuang är det ganska tätbefolkat, med 120 invånare per kvadratkilometer. Närmaste större samhälle är Laohugang, 17,7 km sydost om Taipingzhuang. Trakten runt Taipingzhuang består till största delen av jordbruksmark.
Genomsnittlig årsnederbörd är 890 millimeter. Den regnigaste månaden är juli, med i genomsnitt 203 mm nederbörd, och den torraste är januari, med 4 mm nederbörd.